# 5696 (année hébraïque)
5696 (hébreu : ה'תרצ"ו , abbr. : תרצ"ו) est une année hébraïque qui a commencé à la veille au soir du 28 septembre 1935 et s'est finie le 16 septembre 1936. Cette année a compté 355 jours. Ce fut une année simple dans le cycle métonique, avec un seul mois de Adar. Ce fut la cinquième année depuis la dernière année de chemitta.

## Calendrier
Ce calendrier hébraïque de l'année 5696 donne les correspondances avec les dates du calendrier grégorien.
Le premier nombre dans chaque case correspond au jour du mois hébraïque. Les jours en couleurs sont des jours remarquables juifs .
| ◄◄ | 5696 | ►► |

## Événements
- Saisie d’une cargaison d’armes, cachées dans des barils de ciment destiné à un importateur juif, dans le port de Jaffa[1].
- Izz al-Din al-Qassam, favorable au déclenchement d’une révolte arabes en Palestine mandataire, est abattu par les Britanniques avec trois de ses compagnons[2]. Il devient un martyr de la cause palestinienne.
- Trois Juifs[3] sont assassinés dans la région de Naplouse par un groupe arabe extrémiste (al-Qassam).
- Des ouvriers agricoles tuent neuf Juifs et en blessent une soixantaine dans la région de Jaffa[4]. L’état d’urgence est proclamé par les autorités britanniques. Les violences se poursuivent.
- Un comité national formé à Naplouse appelle à une grève générale pour exiger l’arrêt de l’immigration juive et des transferts fonciers. La grève des Arabes, spontanée et populaire est déclenchée dans toute la Palestine, que les partis décident de soutenir. Des comités nationaux sont organisés dans toutes les villes principales pour organiser la contestationf[5].
- Les principaux partis arabes de Palestine créent un comité suprême arabe, sous la présidence d’Amin al-Husseini[5].
- Réunion des Frères musulmans présidée par Hassan el-Banna au Caire. La société axe sa propagande sur la solidarité avec les musulmans de Palestine[6].
- Le gouvernement britannique proclame la loi martiale en Palestine[4].

## Naissances
- Binyamin Ben-Eliezer
- Zubin Mehta
- Aharon Barak

## Décès
- John Jellicoe
- Izz al-Din al-Qassam
- Stanley G. Weinbaum
- George V
- Edmund Allenby
- Nahum Sokolow
- Grigori Zinoviev
- Lev Kamenev